# Norrland
Norrland er den nordligste og arealmæssigt største af Sveriges tre landsdele, og landsdelen består af fem län: Gävleborgs län, Jämtlands län, Västernorrlands län, Västerbottens län og Norrbottens län. Landsdelen er traditionelt blevet defineret som bestående af ni landskaber: Gästrikland, Hälsingland, Härjedalen, Jämtland, Medelpad, Ångermanland, Västerbotten, Norrbotten og Lappland. Norrland har et areal på 242.735 km² (ekskl. vandområder), hvilket udgør 59,6 % af Sveriges areal. Indbyggertallet er 1.175.039 (pr. 31. december 2016), hvilket blot udgør ca. 12 % af landets befolkning, hvilket også afspejles i Norrlands lave befolkningstæthed på ca. 4,8 indbyggere pr. km². I Norrland findes to af Sveriges minoritetsgrupper, samer og tornedalingar.
Norrland strækker sig langs de Skandinaviske bjerge, som gør terrænet bjergrigt. Norrlands indland vest for den historisk set højeste kystlinje har aldrig været dækket af hav eller større søer og mangler derfor de finkornede sedimentjordarter, der er bedst egnede til jordbrug. Jordbruget nåede ikke frem til landsdelen før yngre bronzealder, hvilket har bidraget til at indlandet er tyndt befolket. Jernalderfund viser imidlertid at velstand opstod på norrlandske handelssteder som konsekvens af at omfattende mængder af jern blev udvundet af de mange myremarker og jernrige søer i det sydlige Norrlands indland, og af at pelshandel blev bedrevet med fangerkultur langs med norrlandske elve med leverance i første række til Mälardalen og derfra videre til kontinentet. Et minikongerige eller høvdingedømme opstod i Mellemnorrland senest i 500-tallet og udviklede sig til middelalderens Stor-Hälsingland, som dannede grundlag for det område, der senere blev kaldt Norrland.
Den omfattende adgang til skov medførte at mange savværker drevet af vandkraft blev etableret i Norrland fra 1570'erne og frem, og i 1600-tallet begyndte anlæggelsen af adskillige jernværker. Sveriges industrialisering kan anses for at være begyndt med savværkerne i Mellemnorrland, hvor dampdrevne savværker blev etableret fra 1849. Sammen med at malmbanan fra 1887 muliggjorde øget minedrift i malmfelterne i det nordlige Norrland, resulterede det i en betydende nettotilflytning til Norrland, som fortsatte indtil omkring 1960.
Siden starten af 1900-tallet har en anselig del af Sveriges elproduktion, storindustri, minedrift og elintensiv fremstillingsindustri været lokaliseret i Norrland, som derfor har en større vareproduktion pr. indbygger end resten af landet.

## Navnets oprindelse og betydning
Navnet Norrlanden dukker første gang op i 1435 i et brev fra Karl Knutsson (Bonde), hvor der står at bud er udgået til Hälsingland og "annorstädes i Norrlanden". Denne flertalsform er den oprindelige og udtrykker at termen omfattede flere lande eller landskaber på begge sider af Bottenhavet og den Botniske Bugt. I Karlskrøniken, som blev skrevet færdig i midten af 1400-tallet, nævnes "all Norland" som det område, som skulle tildeles Erik Puke, som på det tidspunkt var ejer af Korsholms slottslän i det nuværende Österbotten. Allerede i 1329 forekom navnet Östernorlandia dog i et latinsk dokument som betegnelse for Österbotten. Rimeligvis indebærer det at også Västernorrlandia fandtes, men det navn kan ikke påvises før omkring 1620. "Norrlanden" var sandsynligvis en sammenfattende betegnelse fra talesprog, som opstod i Mellemsverige og som efterhånden begyndte at blive anvendt i den svenske forvaltning og jurisdiktion.
Navnet Norrland kom til at erstatte navnet Hälsingland som betegnelse for det svenske riges nordligere dele, men det dækkede egentlig over et noget større område. Hälsingland havde i begyndelsen af 1300-tallet omfattet hele østkysten nord for Gästrikland, i det mindste op til Umeå og Bygdeå sogne, men i slutningen af 1300-tallet betød det tillige området længst inde i den Botniske Bugt og et stykke over på den nuværende finske side af bugten. "Norlandiæ" omfattede i 1460'erne desuden Gästrikland, i henhold til historieskriveren Ericus Olai, som lod Dalälven udgøre grænsen mod resten af Sverige. Norrland forblev dog vagt defineret frem til Gustav Vasas tid. Da bonderigsdagsmændene til rigsdagen i 1567 blev remset op, anvendtes hovedrubrikken "Norlanden" for repræsentanterne fra Gästrikland, Hälsingland, Medelpad, Ångermanland og Västerbotten (som dengang også strakte sig ind i det nuværende Finland). Det har været mindre almindeligt også at medregne Dalarnas repræsentanter som norrlændinger.
Kystlandskaberne ovenfor Dalälven blev i 1612 et selvstændigt lagmandsområde under Axel Oxenstierna. I årene 1620–1634 blev Österbotten og alle "Västernorrlanden" forenet til et samlet statholderdømme, kaldet Norrlands län. Ellers har Norrland ikke udgjort nogen administrativ inddeling.
Jämtland og Härjedalen blev en del af Norrland i og med at landskaberne blev svenske i 1645, men i nogen tid derefter talte man fortsat om "Jämtland og Nordlanden". Lapmarken eller Lappland blev længe ansat for at være en selvstændig landsdel, og dermed ikke en del af Norrland.
I dag anvendes Norrlands-begrebet f.eks. til statistik, i organisationers regionsinddeling og i vejrudsigter, og det omfatter normalt de fem Norrlands-län. Denne länsbaserede definition falder dog ikke altid sammen med den traditionelle landskabsbaserede grænse mellem Norrland og Svealand. Parallelt forekommer Norra Sverige som statistisk rigsområde, hvilket udover Norrland også omfatter Värmlands län og Dalarnas län, ofte kaldt skovlänene. I SMHI's distriktsinddeling af vejrkort hentyder Norra Sverige til samme område som Norrland. I andre sammenhænge kan det hentyde til alt, som ikke indgår i Mellemsverige og Södra Sverige, det vil sige Norrland bortset fra Gävleborgs län.

## Alternative Norrlandsgrænser
Udover definitionen af Norrland baseret på läns- eller landskabsgrænser anvendes til tider den biologiske Norrlandsgrænse, Limes Norrlandicus, en klima- og plantegeografisk grænse mellem den sydlige og nordlige nåleskovsregion, som grænse mellem Norrland og Svealand. Den følger i høj grad samme grænse som den kulturhistoriske sætergrænse, som løber fra det nordligste Bohuslän til det centrale Uppland. Norrlandsterrænets grænse er en topologisk grænse mellem højland og sletteland og ligner den højeste kystlinje. Den strækker sig fra det nordlige Bohuslän over Mellemsverige, parallelt med Norrlandskysten, hvor den møder havet syd for Sundsvall. I det norrlandske dialektområde indgår imidlertid ikke dialekter fra Gästrikland og det sydlige Hälsingland samt oprindeligt härjedalsk.
Den länsbaserede norrlandsgrænse, som går fra sydøst mod nordvest, går tværs over såvel skovslänenes grænse som terrængrænsen, den biologiske norrlandsgrænse og den kulturelle grænse, som går fra nordøst mod sydvest). Den länsbaserede norrlandsgrænse er en økonomisk-historisk grænse forårsaget af at Bergslagen og Dalarna siden den tidlige middelalder var stærkt knyttet til Mälardalen-Uppland. Värmland og Dalsland har trods sin norrlandslignende natur i stedet været knyttet til vestkysten.

## Inddeling i mindre områder
Rigsområdet Norra Sverige er opdelt i følgende statistiske rigsområder:
- Övre Norrland: Västerbottens län og Norrbottens län. Se også Hovrätten för Övre Norrland og Övre Norrlands militärområde.
- Mellersta Norrland: Västernorrlands län og Jämtlands län.
- Norra Mellansverige: Gävleborgs län (samt Värmlands län og Dalarnas län, som ikke tilhører Norrland).

Nedre Norrland hentyder til Västernorrlands län, Jämtlands län og Gävleborgs län i f.eks. Hovrätten för Nedre Norrland, Nedre Norrlands Producentförening og Nedre Norrlands militärområde.
Norrlands inland defineres enten klimamæssigt (økoregion) eller meteorologisk (ifølge SMHI).
I SMHI's distriktsinddeling af vejrkort omfatter Norra Norrland landskaberne Västerbotten, Norrbotten og Lappland, dvs. samme område som Övre Norrland bortset fra to ångermanlandske kommuner som følge af at läns- og landskabsgrænserne ikke er sammenfaldende. Södra Norrland omfatter landskaberne Gästrikland, Hälsingland, Jämtland, Härjedalen, Medelpad og Ångermanland, dvs. stort set samme område som Nedre Norrland.
Begreberne Mellersta Norrland, Mellannorrland oog Mittsverigeregionen har forskellige definitioner i forskellige sammenhænge, men samtlige indbefatter Sveriges geografiske midtpunkt.
Næsten alle postnumre som starter med 8 og alle som starter med 9 ligger i Norrland. Alle telefonnumre, der starter med 09 og 06, samt mange der starter med 02, tilhører Norrland.

## Geografi
Nord for den biologiske norrlandsgrænse genfindes skovlänen, som indgår i den globale taiga og domineres af nåleskov (gran og fyr). Løvskovsislættet består af hårdføre birk og røn.
Den skandinaviske bjergkæde indgår i bjergkæden Kaledoniderne, som dannedes for 380-510 millioner år siden ved en kontinentalkollision mellem Baltika (nutidens Nordeuropa) og Laurentia (det nuværende Grønland og Nordamerika). Dette resulterede i intensiv bjergkædedannelse lig den som gav anledning til det nuværende Himalaya, men er i dag ikke lige så høj på grund af en højere alder. Bjergkæden medfører at terrænet er bakket og kuperet, specielt i indlandet, med højeste punkt 2.104 meter over havets overflade, bjerget Kebnekaise. Det nordlige Sverige er fattig på større sletter, men fladere områder forekommer længst mod nordøst langs kysten og ved den finske grænse, samt enkelte spredte slette- og myreområder i dele af Norrland.
Norrlands indland ligger over den historisk højeste kystlinje, som aldrig har været dækket af hav og større indsøer. Området mangler derfor de frugtbare marine lerarter og andre finkornede sedimenter, som aflejredes på havbunden og blev til gode dyrkningsområder i resten af landet. Det sene forår og den korte vækstperiode på de nordlige breddegrader begrænser ligeledes dyrkningsmulighederne.
Store dele af Norrlands areal udgøres i stedet af moræne, som muliggør mindre varieret dyrkning end i det sydlige Sverige. Morænen er normalt gruset og sandet, og disse jordområder domineres af fyrreskov. Granskov dominerer Jämtlands og det sydlige Gästriklands kalkrige moræne, ligesom det brudte terræn i Höga kusten og Medelpad. I de vidt udstrakte granitområder i det indre af Norrland er stenbloksfrekvensen høj, og dette terræn er kun undtagelsesvist blevet dyrket. Vandreblokke af imponerende størrelse findes mange steder i Norrland. Over trægrænsen i bjergområdet vokser der heller ikke skov. I Norrlands kystområder forekommer sorte jernsulfidholdige sedimenter, som ved oxidation giver lave pH-værdier i jorden og vandet. Sedimenterne forårsager rustangreb og kraftige sætninger, hvis det anvendes til at bygge på.
Eftersom indlandsisen var tyk over Norrland, sker den postglaciale landhævning hurtigere i dette område end i resten af ladet, pt. med 8 mm om året langs med Norrlandskysten fra Ångermanland og nordpå, og 6 mm i store dele af resten af Norrland. Höga kusten-området i Ångermanland har haft specielt stor landhævning, op til 800 m siden landet blev trykket ned, hvilket har resulteret i at den højeste kystlinje i Sverige er allerhøjest her, ca. 286 m over nuværende havniveau ved Skuleskogen, mens den blot er 160 meter over havets overflade ved Luleälven i Norrbotten.
Mængden af gode dyrkningsarealer er således begrænset til det smalle landområde langs kysten (med undtagelse af den bakkede og brydte kyst fra Medelpad til den høje kyst i Ångermanland) samt elvdalene og den sydlige del af Gästrikland. Frugtbar jord findes endvidere i Storsjöbygden i Jämtland, som udvider ligheder med sletter i Mellemsverige, samt Dellenområdet i Hälsingland, hvor et meteorkrater opstod for 100 millioner år siden.

### Elve og vandkraft
De fleste ad de norrlandske elve er længere end vandløbene i Sydsverige, og når ofte at blive ret brede, inden de når havet. De strømmer almindeligvis i østlig retning, fra bjergområdet til Østersøen. Skillelinjen mellem Østersøens og Atlanterhavets afvandingsområder følger på disse breddegrader de Skandinaviske bjerge, som følger den svensk-norske grænse.
Sveriges vandkraftproduktion er koncentreret omkring dæmninger i de fleste elve. Her følger en oversigt over Norrlands elve med oplysninger om vandkraftproduktionen i 2010:
- Større vandløb i Sverige, som udmunder i den Botniske Bugt eller Kvarken:
  - Torne älv - ikke udnyttet
  - Kalix älv - ikke udnyttet
  - Råne älv - ikke udnyttet
  - Lule älv - 12,7 TWh/år
  - Pite älv - ikke udnyttet
  - Skellefte älv - 4,3 TWh/år
  - Ume älv - 7,6 TWh/år
- Større vandløb i Sverige, som udmunder i Bottenhavet eller Ålands hav:
  - Ångermanälven - 7,8 TWh/år
  - Faxälven - 3,6 TWh/år (udmunder i Ångermanälven)
  - Indalsälven - 9,8 TWh/år
  - Ljungan - 2,1 TWh/år
  - Ljusnan - 4,2 TWh/år
  - Dalälven - 5,5 TWh/år (kun delvist i Norrland)

Sum: 52,1 TWh/år ekskl. Dalälven.
Norrlands elve bortset fra Dalälven og mindre vandløb står for 80 % af Sveriges vandkraft (66,2 TWh i 2010), og 36 % af Sveriges samlede elproduktion (144,6 TWh i 2010).

## Klima
Norrland har for det meste tempereret klima med store temperaturforskelle, bortset fra den nordligste del, som har et subarktisk klima. Døgnmiddeltemperaturen langs kysten om sommeren aftager fra ca. 17°C ved Gävle ned til 14°C ved Haparanda. I bjergene topper døgnsmiddeltemperaturen for juli imidlertid lige over 10°C. Sveriges laveste temperatur blev målt til −52,6 °C den 2. februar 1966 i Vuoggatjålme, Lappland.
I bjergene er nedbøren omfattende og andrager ca. 1.000 mm om året takket være vestenvinde, som strømmer ind fra Atlanterhavet via Norge. Udenfor bjergkæden er nedbørsmængden betydeligt lavere på grund af læeffekten. Længere inde i landet er der fastlandsklima med lange, tørre og kølige vintre, samt korte, og betydeligt mildere somre med lav årsnedbør. Nord for polarcirklen går solen ikke ned om sommeren, og polarvinternatten afbrydes kun af nogle timers gryning og skumring.

## Historie

### Stenalder (indtil 1700 f.Kr.)
Norrlands indland var det sidste område i Europa som blev fri af indlandsisen. Det nordøstligste Norrland synes at have været den del, som først blev tilgængeligt for kolonisering, for det er der, de ældste spor efter mennesker er fundet (ca. 10.600 år gamle). Dette er ny viden: indtil 1990'erne fandtes de ældst kendte bopladser i det sydlige Norrland. Eftersom rensdyrknogler ikke var blevet fundet på disse bopladser, blevet det ikke antaget at have fandtes nogen neolitisk rensdyrjægertid i Norrland af samme type som i Sydskandinavien.
I 2000'erne blev der imidlertid fundet flere meget gamle bopladser eller lejrpladser med rensdyrknogler Norrbottens län. Den hidtil ældste er fundet i Aareavaara i Pajala kommun og er blevet dateret til ca. 8.650 f.Kr. Knap 40 km mod vest, i Kangos, findes en lignende boplads, som er omkring 1.000 år yngre. Omkring samtidig med bopladsen i Kangos, eller noget senere, er den ved Dumpokjauratj i Arjeplogs kommun. Der dominerer rensdyrene helt føden i det knoglemateriale, som har kunnet identificeres.
Disse meget gamle bopladser eller lejrpladser har det tilfælles, at der er opstået efter at indlandsisen trak sig tilbage fra nordøst. De sydligere dele af Norrland var da stadig dækket af is eller lå under vand, hvilket medfører at der ikke var landforbindelse med det sydlige Sverige. Derimod er de ældste fund ved Aareavaara samtidige med Komsakulturen ved den norske Ishavskyst, hvilket gør en indvandring fra nord nærliggende. En indvandring fra det nuværende Finland, med kobling til den russiske Butovokultur er også tænkelig. I de tilgrænsende dele af det nordlige Finland virker det som om de første mennesker efter istiden kom fra den norska kyst til Utsjoki og det nordlige Enare, mens Enontekis (nærmest den svenske grænse) derimod har tydelige forbindelser mod syd.
I Mellemnorrland er de ældste fund 9.000 år gamle, fra Ljungans dalsænkning, som påviser socialt kontaktnet ned til Dalarna. I det sydlige Norrland er de ældste daterede bopladser fra årtusindet 7.000 – 6.000 f.Kr. og passer godt ind i en tradition, som strækker sig fra Nordtyskland mod nord, hvilket indebærer at koloniseringen her bør være sket fra syd eller vest. Der er koblinger til Fosna-Hensbackakulturen ved Atlanterhavskysten.
Verdens ældste ski, kalvträskskien, er fundet i byen Kalvträsk sydvest for Skellefteå i Västerbotten og er daterad til 3200 f.Kr.
Skiferkulturen med blomstringstid ca. 3.300 – 2.000 f.Kr. forekommer udelukkende i Nordskandinavien og karakteriseres af slebne skiferspidser og skiferknive med dyrehovedskafter med ornamenter samt kraftige husgeråd og konturhuggede jagtristninger i nærheden af fangstgruber, ofte nær søer og åers udmundinger. Fangstgruber associeres først og fremmest med elgjagt. Kulturen formodes at have levet af fiskeri og jagt af ringsæler, og kan til tider have været bofast. Større helleristninger findes i Glösa og Gärdesån i Jämtland, Norrforsen i Västerbotten og Nämforsen i Ångermanland. De fleste af hellemalerierne findes Mellemnorrland.
På Hedningahällan i Enångers socken i Hälsingland er heterogen keramik fra 2.200 – 2.000 f.Kr. blevet genfundet, hvilket indikerer et kulturmøde mellem den sydlige grubekeramsike kultur (samler-jægerkultur udbredt i det sydøstlige og sydlige Sverige) og den østlige Kiukaiskultur (en sammensmeltning af stridsøksekultur og kamkeramiske kultur som primært genfindes i Finland). Hvede og byg er blevet fundet men antages at være medført til stedet og ikke lokalt dyrket.

### Bronzealder (1700 – 500 f.Kr.)
En almindelige slags fortidsminde fra bronzealderen er de gravrøser, som ligger som perler på en snor i kystlandet nær den daværende kystlinje. Der er mere end 2.000 røser langs hele Norrlandskysten, flest i Hälsingland, Medelpad og Ångermanland. De ligger på en højde over havet, som gør at de kan dateres til perioden 1200 – 700 f.Kr. Røserne har en indre konstruktion med et gravsted, som er meget lig gravhøjene i Sydskandinavien fra ældre og yngre bronzealder. De anses derfor for at være synliga spor af forbindelser mellem syd og nord i den periode.
Klimaet blev efterhånden koldere og vådere i perioden 1800 - 500 f.Kr. og har siden da været omtrent som det nuværende klima. Granskoven har siden den tid været dominerende i Norrland.
Dyrkning og græsning blev introduceret i Hög og Hälsingtuna sogne i det sydlige Hälsinglands indland i yngre bronzealder, hvor arkæologiske fund af dyrkning er blevet dateret til 1000 f.Kr., og kontinuerligt blevet fortsat i det nærliggende område i jernalderen. Jordbrugsbebyggelsen når frem til Hälsinglands kystland omkring år 400 f.Kr. Pollenanalyse påviser dyrkning af byg og gødskning siden 1500 f.Kr. i landsbyen Solberg i den nuværende Sundsvalls kommun i Medelpad, men der er ikke gjort nogen arkæologiske fund af fast jordbrugsbebyggelse i området. Der mangler også spor ad dyrkning og bebyggelse i Gästrikland i bronzealderen og førromersk jernalder, men det kan muligvis skyldes, at det er skjult af senere dyrkning på samme sted.
Der er gjort et nyt fund af en bronzealdergård mellem Backen oog Baggböle i Umeå, Västerbotten med spor af langhuse, dyrkning og rester fra metalbearbejdning.
En opdeling mellem det sydlige og nordlige Norrlands jagt- og fangstkultur skete omkring 800 f.Kr., hvor den nordlige del afslører et markant østligt islæt i fundmaterialet med bl.a. asbestkeramik af finsk slags. Asbestkeramikken viser spor af bronze- og (senere) jernfremstilling og er af visse forskere blevet forbundet med en forsamisk kultur.

### Jernalder (500 f.Kr. – 1050 e.Kr.)
Fem distinkte men interagerende jernaldersamfund er blevet identificeret i Norrland, hver for sig i sin afgrænsede region og med sine særlige erhvervsgrene:
1. Det nordlige indland (rensdyrpasning i storskala i det nordlige Sapmi)
2. Det nordlige kystland (smalt kystområde nord for nutidens Nordmaling, med skærgårdskultur
3. Det sydlige indland (jagt- og fangstsamfund i nutidens sydsamiske område)
4. Mellemnorrland (bondekultur mellem Ödmården, Nordmaling og Östersund)
5. Det sydlige kystland (nutidens Gästrikland)

#### Det nordlige indland
Lige før begyndelsen af vor tidsregning begyndte den rensdyrpassende halvnomadiske samiske kultur at tage form. Det nordlige indlandet (Sapmi) overgår til pasning af tamrener i stor skala og sæsonflytninger mellem bjerg- og skovnære bopladser, sandsynligvis som følge af international efterspørgsel på rensdyrprodukter, som gav anledning til et handelsoverskud, som er påvist i form af metalfund.
I denne periode udvikledes et samisk ursprog, formodentlig ud fra et samisk-finsk ursprog, som igen hidrørte fra fra et finsk-ugrisk ursprog. Oldsamisk er sidenhen blevet opdelt i flere samiske sprogvarieteter.

#### Det nordlige kystland
I det nordlige Norrlands øhav (nord for nutidens Nordmaling, inklusiv Norrbottens skærgård) udgøres en stor del af fortidsminderne fra jernalderen af såkaldte nykystrøser (jernalderrøser) og tomtninger. Tomtninger anses for at være fundamenter til simple hytter, som er blevet anvendt i forbindelse med jagt og fiskeri i den yderste skærgård. Der er kun fundet få genstande i tomtningerne, hvilket gør det vanskeligt at knytte dem til en bestemt etnisk gruppe. Arkæologen Noel Broadbent mener dog at have fundet belæg for at tomtningerne blev anvendt af kystsamer på grund af noget, der er blevet tolket som en bjørnegrav i en af tomtningerne på Bjuröklubb i Västerbotten, og at bjørnegrave anses for at være et typisk samisk spor. Per H. Ramqvist beskriver i stedet samfundet som en befolkningsgruppe, der bruger havet, og som handler med sælskind, tran og fisk.
En undtagelse er Sangishøjen i Kalix kommun, som er den nordligst kendte jernaldergravhøj, dateret til mellem 400 og 800 e.Kr., og som er blevet tolket som spor af en tidlig bofast jorddyrkende befolkning med tilknytning til den mellemnorrlandske bondekultur.

#### Det sydlige indland
I det sydlige Norrlands indland (nutidens sydsamiske område) fandtes et fanger- og jægersamfund, som kraftigt øgede udnyttelsen af området som følge af tætte handelsforbindelser med landbrugsbefolkningen i Mellemnorrland. Kulturen anlagde fangstmarksgrave i fjeldnære områder ned til Dalarna fra 200 f.Kr. og i hele jernalderen. Gravene er tydeligt påvirket af gravskikken i landbrugsbygderne men indeholder også islæt som ligner det nordlige Norrlands samiske kultur. Visse forskere betragter jægerkulturens etnicitet som germansk, andre som samisk eller som umulig at afgøre.
Fra ældre jernalder er det gamle kultsted Nämforsen i Ångermanland og oldtidsborgen i Mjälleborgen i Jämtland blevet fremhævet som mulige markedspladser. Højere op i Ångermanälven, på Långön i Hoting, findes en gravplads fra 1000-tallet, hvor man blandt andet har fundet en pung af firbenskind. Firbenet var en varan fra den indiske halvø og må være blevet ført dertil ad lange handelsveje. Gravskikken på Långön er skandinavisk, men der findes også kar af asbestkeramik, som plejer at blive anset som typiske for den tidlige samiske kultur. Formodentlig er dette et sted, hvor varer er blevet udvekslet. Der er gjort fund af samiske gravgaver fra 1100-tallet på Vivallen og Farrtjärnarna i Härjedalen, men spor af nomadiserende rensdyrhold savnes i det sydlige indland før senmiddelalderen.

#### Mellemnorrland
Arkæologiske fund af fast bondebebyggelse (som ifølge ovenstående har eksisteret i Hälsingland og Västerbotten siden bronzealderen) genfindes i Medelpad, ved siden af søen Marmen, siden førromersk jernalder, samt i Gästrikland og Ångermanland siden tiden omkring Kristi fødsel. Hampnästoften er en genstand fra en båd af lignende slags og datering som den danske Hjortspringsbåden fra omkring 200-tallet f.Kr. i Själevads socken i Ångermanland og skulle kunne være spor efter en tidlig bondekultur af sydskandinavisk snit, på trods af at spor efter fast bondebebyggelse i nærområdet først findes 200 år senere. Eksempler på righoldige fundsteder fra romersk jernalder og fremad er Gene oldtidsby (Själevads socken, Ångermanland), hvor langhuse og grubehuse er blevet rekonstrueret, samt Storsjöbygden i Jämtland.
Højstatusfund fra folkevandringstiden og vendeltiden er blevet gjort i Trogsta i Forsa socken (Hälsingland), hvor en storhøj og to oldtidsborge er registreret, storhøjene og høvdingegraven i Högom (Selångers socken, Medelpad). Højgravfelter findes op til Resele socken i Ångermanälvens dalsænkning og Arnäsbacken i Arnäs socken i kystlandet, begge i Ångermanland. Sidstnævnte gravfelt er blevet dateret til 600 – 900 e.Kr. I Bureå socken i Västerbotten er blandt andet en labyrint bevaret.
Et selvstændigt småkongerige formodes at være opstået i den fundrige geografiske trekant mellem Norrala socken (ved nutidens Söderhamn), Mjälleborgen (Östersund) och Gene (Örnsköldsvik), Området svarer nogenlunde til det, som i middelalderlige kilder kaldes Hälsingland samt det østlige Jämtland.
Rester efter blæseovne, slaggehøje, forkulningsgruber og depoter af smedbart jernmasse genfindes i det sydlige Norrlands indland, på bopladser i nærheden af moser og jernrige søbunde, hvorfra malm kunne indsamles. Omfattende jernproduktion skete langs med Ljungan i Jämtland og det vestlige Medelpad. Handel formodes at været foregået ved to rige "jerngårde" ved kysten, dels i Selångers udskibningshavn (ved en letfremkommelig landforbindelse mellem havet og Ljungan), dels i Kvissle (ved Ljungans udmunding neden for Viforsen).
Gårde tabte deres elitepræg i vendeltiden, dvs. fra 550'erne og frem til vikingetiden, og samfundsstrukturerne i hele Mellemnorrland kollapsede fra 600-tallet og frem. En mulig forklaring er konkurrence fra jernproduktion som på den tid er opstået i Gästrikland og det sydvestlige Hälsingland. En anden mulighed er den 100-årige globale kuldeperiode, som blev indledt med vulkanudbrud i 536 og 540, hvor Norrland synes helt at have mistet permanent bebyggelse, og som muligvis kan have givet anledning til myten om Fimbulvinteren. I det nordlige Sverige er gennemsnitstemperaturen om somrene beregnet til at være faldet dramatisk — med 3-4 grader.
Langs med Indalsälven og Ångermanälven blev der i stedet bedrevet skind- og pelshandel. En fangerkultur, evt. sydsamisk, levede i det sydlige Norrlands indland (se nedenfor) side om side med bondekulturen og stod for levering af skindvarerne.
Hovedaftageren for jern- og skindhandlen var Mälardalen, som til gengæld havde handelsforbindelser med resten af Europa. Romerske mønter og sølvskatte er genfundet flere steder i Norrland, specielt langs Ångermanälven, men også omkring Birsta i Sköns socken i Medelpad, nær Indalsälvens daværende udmunding. Goteren Jordanes skriver i 551 om en række forskellige folk, som bor på øen Scandia eller Scandza. (Sc)Rerefennae eller finni (muligvis skridfinner, dvs. samer) bor længst væk. Om suehans, svearna, siger han, »Det er også dette folk, som med sine indirekte handelsforbindelser med mange andre folkestammer, sender mørkeblå pelse til romernes nytte og tjeneste». »Blå» betyder her sort, og kan henvise til fjeldrævens pels eller andre meget mørke pelsværk.
I Mellemnorrland findes der i jernalderen eksempler på kulturel indflydelse vestfra fra Tröndelag og Jämtland, mens udveksling af varer først og fremmest skete med Svealand mod syd. Eksempelvis findes der flere stednavne med endelsen -ånger (det nordligste eksempel er Lövånger), som menes at være kommet med en tidlig indvandring af en landbrugsbefolkning fra Norge til Mellemnorrland.
Jämtland udviklede tidligt selvstyre gennem parlamentet Jamtamot. Jamtamot er dokumenteret i middelalderen men er utvivlsomt ældre, og udviser ligheder med verdens ældste kendte parlament, Islands Altinget, som blev dannet i 930.
Rigeligt med runeindskrifter fra vikingetiden findes i Hälsingland og Medelpad, de fleste fra 1000-tallet, for og fremmest langs med kysten op til Sköns socken i Medelpad, muligvis til Nordingrå i Ångermanland, men også Frösöstenen i Jämtland. Den ældste bevarede nordiske lovkilde er sandsynligvis Forsaringen fra Hälsingland, der af de fleste forskere er dateret til 900-tallet, af andre til middelalderen.

#### Det sydlige kystland
Rensdyrhold i lille skala og elgfangst til husbehov blev bedrevet i Norrland sydlige kystland (dvs. nutidens Gästrikland) i bl.a. folkevandringstiden. Gästrikland indgår i en bredere definition af Bergslagen, og der er i landskabet gjort fund af jernbearbejdning fra jernalderen, f.eks. Kråknäsjernet fra 400 e.Kr. Jernbearbejdning i Gästrikland og det sydlige Hälsingland menes i vendeltiden (600-tallet og senere) at have udkonkurreret den omfattende jernfremstilling som tidligere blev udøvet i Mellemnorrland.

### Ældre middelalder (1050–1250)
I middelalderen gik det historiske Mellemnorrland under navnet Hälsingland, først gang nævnt på skrift i slutningen af 1000-tallet. Dette område havde en uklar udstrækning mod nord.

#### Kristendommens indførelse
Undersøgelser af den såkaldte Skelettåkern i Björned, Torsåker i Ångermanland viser, at det var en begravelsesplads fra folkevandringstiden, hvor man gik over til kristen gravskik senest i begyndelsen af 1000-tallet. Begravelsespladsen tolkes som en tidlig gårdkirkegård, sandsynligvis tilhørende en gårdkirke opført på privat initiativ. Den blev forladt i 1200-tallet, formodentlig efter at en fælles sognekirke var blevet bygget.
Kristendommens indførelsen i Härjedalen og Jämtland blev indledt efter Slaget ved Stiklestad i 1030 og var ifølge Frösöstenen tilendebragt, da den blev rejst i 1050. Jämtland, som på den tid var uafhængigt af Norge og Sverige, blev tidligt indordnet under Uppsala Stift.
Stenfinn (Staffan), "Hälsinglands apostel", var en bispeviet missionær, som omkring 1060 blev udsendt fra Hamburg-Bremen, og som ifølge traditionen døbte mange hälsinger, men som efter 1072 blev jaget væk, led martyrdøden, blev begravet i Norrala og som efterfølgende blev dyrket som helgen. Derefter begyndte man at bygge kirker, ofte ved etablerede handels-, tings- og kultsteder, til tider af formuende personer som private gårdkirker. De ældste norrlandske sogne op til Umeå og Bygdeå er optegnet i Sexårsgärd for 1314. De kom formodentlig til i perioden 1150 – 1300 ud fra geografisk samlede bygder. Sognekirkerne placeredes tæt på kongsgårde, gravhøje og offerpladser. Stenkirker, hvis byggeår er estimeret til senest 1200-tallet er bl.a. blevet fundet følgende steder:
- I Jämtland: Västerhus kapell, Norderö, Hackås, Frösön, Alsen, Aspås, Brunflo, Sunne, Näs, Hov og Offerdal.
- I Gästrikland: Ockelbo, Ovansjö og Årsunda.
- I nutidens Hälsingland: Hög (1190'erne[66]), Ljusdal, Norrala (kløvsadelkirke), Hälsingtuna (kløvsadelkirke), Trönö, Jättendal og Hanebo.
- I Medelpad: Gårdkirken i Kvissle, Selånger, Skön (kløvsadelkirke), Njurunda, Alnö, Tuna, Stöde, Liden, Haverö og Torp.
- I Ångermanland: Styrnäs (kløvsadelkirke), Dal, Anundsjö, Nora, Nordingrå, Boteå, Sollefteå og Ytterlännäs.

Sankt Olavskulten var betydende i det katolske Mellemnorrland. Ifølge traditioner nedskrevet i 1680'erne hævdes Olav Haraldsson at være gået i land med sin hær i Sankt Olofs hamn i Selånger socken i 1030 på sin vej til at kristne Norge og til slaget ved Stiklestad. I Mellemnorrland blev der i middelalderen oprettet vandre- og rideveje både mod vest (Sankt Olofsleden var en pilgrimsvej mellem Selångers udskibningshavn i Medelpad og Nidaros i Norge) og mod syd (Norrstigen var en forhistorisk vej, som med tiden kom til at løbe langs hele Norrlandskysten).

#### Forskellige sproggruppers udbredelse i nord
I det nordligste Norrland tyder fund af mønter og metaludsmykninger fra samiske offerfundsteder snarere på øst-vestlige end nord-sydlige forbindelser i 1000-, 1100- og 1200-tallet. Handelsforbindelserne med det vestlige Finland og Karelen (senere en del af Novgorod) var efter alt at dømme tætte.
Det afspejler sig også i det nordligste Norrlands koloniseringshistorie. I Tornedalen etableredes en fast, landbrugsbefolkning en gang i 1000-tallet. Den konklusion er blevet draget bl.a. på grundlag af arkæologiske undersøgelser som gennemførtes på et ikke-kristent gravfelt og en markedsplads på Kyrkudden i Hedenäset. Resultaterne tyder på, at de første landbrugere i Tornedalen havde deres oprindekse i Øvre Satakunda og Tavastland i det nuværende Finland, eller evt. fra Karelen.
I Luleälvens udmundingsområde etableredes et permanent landbrug en gang mellem 1000- och 1200-tallet. Også her mærkes klare overensstemmelser mod øst. Den finsksprogede landbrugskultur fra Tornedalen synes altså oprindeligt at have strakt sig så langt sydpå som til Luleå. Den finsksprogede befolkning i området kaldes ofta for kvener eller tornedalinger, og deres sprog har senere udviklet sig til dialekten tornedalfinsk.
Selv den tidlige, nordisktalende befolkning har efterladt sig spor i form af stednavne. I det nordlige Norrlands kystland findes stednavne, som er sammensat af førkristne personnavne og endelsen -mark, og som anses for at repræsentere en lokal nybyggerekspansion før 1300. Denne slags bynavne er mest almindelige i det sydlige Västerbotten men forekommer også længere mod nord: 14 i Umeå socken, syv i Bygdeå, to i Lövånger, ni i Skellefteå, fem i Piteå og et enkelt i Luleå. Længere mod nord finder man ikke denne slags stednavn.
Den samiske befolkning dominerede ved begyndelsen på historisk tid det område, som i kilder fra middelalderen blev kaldt Lappmarken (svarende nogenlunde til nutidens Lappland), men sameksisterede endvidere med landbrugsbefolkning i samtlige andre landskaber i det nuværende Norrland, og sandsynligvis også Värmland og Dalarna. Vivallen fra 1100-tallet i det nordvestlige Härjedalen er et eksempel på et fundsted uden for Lappmarken, som af vissa forskere er blevet tolket som en samisk boplads, offerplads og begravelsessted. Gennem handel levede samerne i økonomisk symbiose med bondebefolkningen. I takt med at den germanske landbrugsbefolkning opdyrkede større og større landområder, pressedes den samiske halvnomadiske jæger-samlerkultur tilbage eller dannede blandingskulturer og assimileredes i disse områder, og rensdyrhold i større skala var endnu ikke nået til det sydsamiske område.
Samernes tilstedeværelse i det nordlige Norrlands kystland er omdiskuteret. Arkæologen Noel Broadbent har hævdet, at den tidlige landbrugsbebyggelse i kystlandet har træk, som påviser en samisk oprindelse og eksistensen af kystsamer ved den Botniske Bugt. Nogle af de ældste stednavne i kystlandet, f.eks. Kåddis uden for Umeå, anses også at være samiske.

### Yngre middelalder (1250 – 1520)

#### Hälsingeloven
I den svensktalende befolknings fælles landskabslov, Hälsingeloven (bevaret fra 1320), er Umeå og Bygdeå de nordligste sogne som nævnes ved navn. Det daværende Hälsingland omfattede således det nuværende Hälsingland, Medelpad, Ångermanland og i hvert fald den sydlige del af Västerbotten. I henhold til loven slap indbyggerne i Umeå og Bygdeå samt området nord derfor ledingspligten, og de skulle betale bueskat, mens resten af Stor-Hälsingland betalede skat i form af skind og lærred.
Stor-Hälsingland havde ved starten af 1300-tallet et løst forhold til Sverige. Så sent som i 1317 slog hälsingerne sveakongens skatteinddrivelsesmand ihjel, men i 1331 var samarbejdet med Sverige og beskatningen begyndt at blive accepteret, og statsmagten begyndte at betragte Hälsingland som en del af Sverige. I 1374 fulgte Stor-Hälsingland fortsat sin egen landskabslov, som derefter blev erstattet med landslove. Men statsmagten havde fortsat problemer med at få hälsingerne til at betragte sig som en del av Sverige og de havde stadig problemer med beskatning frem til efter Gustav Vasas tid ved magten. Derefter aftog problemerne løbende.
Stor-Hälsingland var på denne tid administrativt inddelt i tre dele, tredinger:
- Alir, som omtales allerede i 1232 og som omfattede det nuværende Hälsinglands sydlige del,[79]
- Sunded, som omfattede nutidens nordlige Hälsingland, samt
- den nordligste treding, som nok var Medelpad[80][81] (tidligere var den etablerede opfattelse, at det var Nordanstig i nutidens nordlige Hälsingland på grund af omtalen af Norrstigen).

Hälsingeloven nævner seks kongsgårde, i flere tilfælde nær tidlige stenkirker og storhøje, som blev vigtige som residens for fogeder. Disse er blevet identificeret på følgende steder, nævnt fra syd mod nord:
- Norrala kongsgård i Norrala socken i det nuværende sydlige Hälsingland,
- Hög i Sunded, det nuværende kongsgård i Högs socken det nordlige Hälsingland,
- Hög på Norrstigen (som normalt identificeres med den nuværende by Kungsgården i Jättendals socken i det nordlige Hälsingland), omtales som husaby, muligvis med Kvissle/Nolby i Njurunda socken,
- Näs, dvs. det nuværende Kungsnäs ved Sankt Olofs havn i Selångers socken (Medelpad), omtalt som Husaby,
- Norrstig i Säbrå socken i Ångermanland,
- ”Kutby”, identifcieret som Kungsgården, Kramfors kommun i Bjärtrå socken, ligeledes i Ångermanland.[83]

I Gästrikland som dengang hørte til Uppland fandtes følgende kongsgårde:
- Kungsgården, Hedesunda,[84]
- Kungsgården, Österfärnebo,
- Kungsgården, Ovansjö.[30]

#### Kolonisering af Norrbottens og finske Västerbottens kystland
I kraft af Nöteborgstraktaten fra 1323 blev grænsen mellem Novgorods og Sveriges interesseområder for første gang reguleret. Grænsen blev draget fra Karelske næs til Pyhäjoki älv i Österbotten, mens forholdene nord derfor samt på den den vestlige side af den Botniske Bugt forblev uafklarede. Den svenske konge Magnus Eriksson forsøgte i 1324 at styrke sit riges indflydelse på området omkring den Botniske Bugt ved af udfærdige et privilegiebrev, ifølge hvilket landet mellem Skellefte älv og Ule älv (som udmunder ved Oulu i det nuværende Finland) blev udlagt til dyrkning og bebyggelse. Han syntes således at have ment, at området var svensk. Samme synspunkt kommer i 1328 til udtryk i et brev fra Knut Jonsson, ifølge hvilket Hälsingland strakte sig til Ule älv og Ule träsk.
Kong Magnus' privilegiebrev fra 1324 gav anledning til to kendte koloniseringsprojekter. Det første angik området omkring Lule älv, hvor brugsretten blev givet til et konsortium bestående af Olov Björnsson, ærkebiskop i Uppsala, Johannes Ingemarsson, kongelig foged over Hälsingland, og Nikolaus Farthiegnsson, en stormand med godser i Ångermanland, Medelpad og Gästrikland. Det andet omhandlede området omkring Pite älv, hvor brugsretten blev overladt til rigsråden Nils Abjörnsson. Det fremgår af et stadfæstelsesbrev, som Magnus Eriksson formulerede i 1335, at Nils Abjörnsson på det tidspunkt allerede havde bygget boliger og flyttet familier til Piteå-egnen samt investeret penge og arbejde i projektet. Der er derimod ingen oplysninger om, at projekt vedrørende Lule älvdal i praksis blev gennemført. I et brev fra 1340 af kong Magnus Eriksson blev det fastslået, at alle som troede på Kristus, eller som ville lade sig omvende til den kristne tro, kunne få jord at eje i Lappmarken, under forudsætning af at de betalte skat til kongen og fulgte Hälsinglands lov og sædvaner.
Det arkæologiske materiale viser også, at handelsindflydelsen fra øst i det nordlige Norrland ophørte efter 1200-tallet. Af alt at dømme havde Sverige i 1300-tallet succes med at udvide sin sfære langs hele den vestlige side af den Botniske Bugt og videre frem til vandskellet mellem Torne älv og Kemi älv. Den svenske handel i området kom nu til at blive varetaget a birkarle, som formodentlig også tidligere havde fungeret inden for området og da haft en forbindelse til Republikken Novgorod. De fik i 1328 den svenske krones beskyttelse for deres virksomhed i Tälje vedtægt, och betalte til gengæld selv en skat eller afgift til kongen.
I slutningen af 1300-tallet blev det svenske rigsråd og drosten Bo Jonsson (Grip) skænket hele Finland og en tredjedel af Sverige, herunder Stor-Hälsingland, som len. I nærheden af den nuværende by Vaasa opførte han Korsholms slot og styrede derfra området omkring det nordlige Kvarken og den Botniske Bugt som et samlet slotslen under navnet Korsholms län. Dermed blev den gamle administrative forbindelse med Hälsingland brudt for den del af Norrland, der nu udgøres af Västerbottens län og Norrbottens län. Af Erik af Pommerns skattebog fra 1413 fremgår det, at Korsholms län på det tidspunkt omfattede sognene Umeå, Bygdeå, Lövånger, Skellefteå, Piteå, Luleå og Torneå i det nuværende Sverige samt sognerne Mustasaari, Kyro og Kemi i det nuværende Finland. I 1441 blev Korsholms län delt i en vestlig og en østlig del langs grænsen mellem Uppsala Stift og Åbo stift, som blev fastlagt ved Ule älv, og de to dele kom efterhånden til at blive kaldt Västerbotten og Österbotten.
Sveriges beskatning af hele kystlandet omkring den Botniske Bugt var ifølge Rusland ikke i overensstemmelse med Nöteborgstraktaten, og i 1480'erne samt 1490'erne afkrævede russerne derfor under voldsomme former skat af indbyggerne i Keminmaa, Ii og Liminka sogne øst for den Botniske Bugt. Da hævdede på den tid at deres grænse gik fra Hanhikivi sten ved udløbet af bækken Pyhäjoki på det østlige side til Bjuröklubb på det vestlige side. Hele området ved den Botniske Bugt skulle altså være russisk. I 1600-tallet blev der nedskrevet beretninger, ifølge hvilke russerne skulle have anset Bygde sten 60 km syd for Bjuröklubb være en grænsemarkering mod det svenske rige. Der er dog ingen oplysninger om, at russerne skulle have gået aktivt til værks i dette område.
Da navnet Norrlandene i 1400-tallet begyndte at blive taget i brug, strakte området sig fra Hälsingland rundt om den Botniske Bugt og mod syd til Ule älv, senere til Pyhäjoki. På samme tid begyndte man også at regne Gästrikland med til Norrlandene og lade Dalälven danne områdets sydgrænse mod resten af Sverige. I 1500-tallet omfattede "Norrlandene" Gästrikland, Hälsingland, Medelpad, Ångermanland og Västerbotten (inklusiv det landskab som siden 1800-tallet er blevet kaldt Norrbotten samt den nuværende finske del af Västerbotten).
Norrlands ældste by er Gävle (som på den tid imidlertid ikke henregnedes under 'Norrlanden'). Byen fik byprivilegier i 1446, men blev allerede omtalt som by i 1413.

### Tidlig moderne tid (1520 – 1789)

#### Byer
På trods af urbaniseringen i resten af Europa i middelalderen og at forudsætningerne for norrlandske byer kunne synes gode, varede det alligevel indtil 1580'erne, inden kongen besluttede sig for at grundlægge de første norrlandske byer, Hudiksvall, Härnösand og Umeå, udover middelalderbyen Gävle, som regnedes med til Norrland fra 1500-tallet. Først i 1620'erne indledtes en bølge af etableringer af byer, som resulterede i en perlekæde af byer langs den daværende norrlandskyst på begge sider af Bottenhavet op til Torneå i nord. Bølgen indledtes som konsekvens af en rejse rundt om Bottenhavet i 1619 af rigsråden Johan Skytte. Byerne kom til i en ny merkantil ånd for at øge eksporten, forbedre infrastrukturen og styrke kronens stilling omkring Bottenhavet. Næsten alle byer havde en nærliggende forgænger i form af en handels- eller markedsplads, ofte ved en havn, til tider en kongsgård, öd, tingsted, borg eller middelalderlig forsvarskirke af kløvsadeltype (forsynet med to tårne). Disse hovedbyer havde tidligere haft funktioner, som i andre landsdele var knyttet til byer, eksempelvis fogedresidens, provstesæde eller stormandssæde.
Udviklingen af byer nord for Gävle hæmmedes dog af den botniske handelstvang, som fik fast form i forordninger fra 1614, 1617 og 1636, og som afvikledes igen i 1765. Tvangen forhindrede uppstäder i at handle direkte med udlandet, og tillod kun eksport og import via stabelbyer som Uppsala, men gav lettelser til Gävle.

#### Administration
I begyndelsen af 1600-tallet hørte hele det daværende Norrland under samme statholder og kaldtes da for statholderdømmet Norrland eller Norrlands län. Dets sydgrænse øst for Bottenhavet gik dengang ved kysten syd for Vaasa og strakte sig ind i landet mod nordøst. Da Sverige blev inddelt i län ved regeringsreformen i 1634, blev det gamle Norrland kløvet i to. Den ene del, Västernorrlands län, kom til at omfatte landskaberne Hälsingland, Medelpad, Ångermanland og Västerbotten (med Norrbotten og lapmarkerne helt op til Ishavet). Dets østlige grænse gik ved kysten ved Torneå og fortsatte mod nord lidt øst for Torneälven. I 1637 blev Västerbottens län udskilt fra Västernorrlands län og i 1641 indlemmedes Gästrikland, som indtil da havde udgjort enkedronning Maria Eleonoras livgeding, i Västernorrlands län. Länsinddelingen er derefter blevet ændret mange gange, men siden da har hele Norrland ikke på noget tidspunkt været ét administrativt område.
Jämtland og Härjedalen blev i 1645 efter svenskekrigene indlemmet i det svenske rige. Derefter talte man i en periode om "Jämtland og Nordlandene", inden landskabet fuldgyldigt blev anset som en del af Norrland.
I 1647 blev Härnösands stift udskilt fra Uppsala ærkestift, som havde været svært at administrere. Udskillelsen blev gennemført for at øge den svenske tilstedeværelse i de to nytilkomne landskaber, Jämtland og Härjedalen. Stiftet omfattede helt indtil 1904 hele nutidens Norrland bortset fra Gävleborgs län, hvorefter Luleå stift (det nordlige Norrland) blev udskilt.
I de norrlandske landskaber blev der aldrig indført en herredsinddeling. I stedet blev tingslagene baseret på landskabs- og sogneinddelingen.

#### Tilflytning fra øst
Man regner med, at 12.000 skovfinner eller svedjefinner flyttede fra Savolax og det nordlige Tavastland i nutidens Finland for at blive nybyggere i Hälsingland, Medelpad, Ångermanland, Värmland, Dalarna, Västmanland og Norge, specielt mellem 1570 og begyndelsen af 1600-tallet, hvilket dannede grundlag for mange nye byer i det, som blev kaldt finskovene. Skovfinnerne opdyrkede effektivt nyt land gennem svedjebrug. De lærte svensk og blev tosprogede men beholdt sin folketro. Årsagen til tilflytningen var koloniseringspolitik og skattelettelser på initiativ af Karl 9., samt krig og mangel på ubrudt mark i Finland.

#### Lapmarkerne begynder at blive koloniseret
Mens den svenske krone allerede i 1300-tallet havde taget kontrollen over det nordlige Norrlands kystland, gjaldt det samme ikke for indlandet. Ganske vist beskattedes samerne – Gustav Vasa afskaffede i midten af 1550'erne birkarlenes begunstigede stilling og indførte i stedet direkte beskatning gennem lapfogeder. Skatteinddrivelse og retshåndhævelse fandt sted på markedspladserne både inde i og uden for lapmarkerne, men nogen permanent svensk tilstedeværelse i lapmarkerne var der ikke tale om, før hertug Karl i 1606 anlagde kirkepladser i Lycksele, Arvidsjaur, Jokkmokk og Enontekis. Senere i 1600-tallet blev der også indrettet kirke- og markedspladser i Åsele og Arjeplog.
Et af de første skridt til at uddanne samiske præster blev taget, da sognepræsten i Piteå, Nicolaus Andreæ, oprettede en sameskole i 1617. En håndfuld samer fik der en grundlæggende uddannelse. Hr. Nils udgav også i 1619 en messebog og en ABC-bog på samisk, som blev de første trykte bøger på dette sprog. Efter at hr. Nils gik bort, blev hans skole i 1632 afløst af Skytteanska skolan i Lycksele, som i lang tid forblev en vigtig institution.
Kronens interesse for lapmarkerne intensiveredes, da man i 1634 fandt sølvmalm på Nasafjället i Pite lapmark. Det, som andre europæiske stater måtte rejse til Amerika for at udvinde, havde Sverige altså adgang til inden for sit eget territorium. Piteå sølvværk blev opbygget på Nasafjället og var i drift frem til 1659, hvor det blev brændt ned af norske styrker. Det blev efterfulgt af Luleå sølvværk med smelteri i det, som nu hedder Kvikkjokk.
Aktiviteten i de første metalindustrier i lapmarken var helt og aldeles afhængig af samisk medvirken. Samerne var de eneste, som som boede i lapmarkerne, og som kunne besørge de tunge og lange transporter med sine rensdyr. Samerne fik godtgørelse for deres indsats men blev alligevel i mange tilfælde tvunget ind i tjenesten, eftersom de ikke samtidig kunne passe sine normale gøremål. Hvis de ikke trivedes, flyttede de simpelthen til en anden lapmark eller til Norge. De svenske myndigheder blev derfor mere og mere interesserede i at få svenske og finske jordbrugere til at slå sig ned som nybyggere i lapmarkerne. Udover den nytte, som dette kunne bibringe bjergværkerne, skulle nybyggervirksomhed også øge kronens skatteindtægter, eftersom det blev antaget, at samerne og nybyggerne kunne udøve deres respektive erhverv side om side.
En, som aktivt satte gang i spørgsmålet om koloniseringen af lapmarkerne, var Johan Graan, som var søn af en same, som blev opfostret af Nicolaus Andreæ og uddannede sig til præst. Johan Graan blev i 1653 landshøvding i Västerbottens län (som omfattede hele det nordlige Norrland og i visse perioder også Österbotten). I 1671 sendte han landmåleren Jonas Persson Gedda ud for at opmåle lapmarkerne og finde passende steder til nybyggerne. Resultatet blev et kort over Umeå lapmark. Ud fra erfaringerne fra denne kortlægning skrev landshøvding Graan derefter det dokument, som dannede grundlag for lapmarksforordningen i 1673.
Lapmarksforordningen i 1673 indebar, at de, som opførte nybyggerier i lapmarkerne, fik privilegier i form af 15 års frihed fra alle slags skatter, herunder også jordskatter, og derefter beskatning på linje med samerne samt frihed fra værnepligt i al fremtid. Dette blev i 1695 efterfulgt af yderligere en forordning, hvor det blev slået fast, at nybyggerne ikke kun havde privilegier men også forpligtelser: de, som ville nyde frihederne, måtte ikke "lægge sig alene på overflødigt svedjende" men skulle også arbejde med at opbryde permanente marker og enge.
Omgående begyndte også opførelsen af nybyggerier i lapmarkerne. Et af de første var Örträsk i Lycksele lapmark, som blev bygget af finnen Johan Philipsson omkring 1678. Mange af nybyggerierne i Lycksele og Åsele lapmark blev opført af personer af finsk herkomst, som var opfostret i finskovene i det sydlige Norrland og Mellemsverige. Svenskere fra kystegnene gjorde dem snart selskab.
Lapmarken blev længe anset for at være en separat del af landet, som ikke tilhørte "det egentlige Norrland", en opfattelse som i det mindste delvist fortsat eksisterede i slutningen af 1800-tallet. Nordisk Familjebok noterer i 1912, at "norrlændingerne selv medregner hverken Gästrikland og Hälsingland eller Lappland til det egentlige N."

#### Trolddomsprocessernes tid
Det store uvæsen var den mest intensive periode i de svenske hekseprocesser, og det begyndte i 1668 i Lillhärdal i Härjedalen med at børnevidnet Gertrud Svensdotters udpegede Märet Jonsdotter, og processen resulterede i mindst otte henrettelser. Inden da havde hekseprocesserne kun sjældent ført til henrettelser, med undtagelse af hekseprocessen i Ramsele allerede i 1634, hvor fem personer blev henrettet. Hekseprocesserne spredte sig derefter som en løbeild gennem landet de følgende otte år, og nogle norrlandske sogne blev særligt ramt i denne periode:
- Härjedalen 1668–72: Mindst otte henrettede i Lillhärdal.
- Hälsingland 1671–74: Ti henrettede i Bollnäs, otte i Ovanåker, syv i Tuna og Idenor, to i Alfta, to i Järvsö, tre i Delsbo og to i Ljusdal.
- Ångermanland 1674–75: 71 henrettede i hekseprocesserne i Torsåker,[115] 42 i Härnösand heraf 32 fra Säbrå, samt seks henrettede i Sollefteå. Ved den store hekseproces i Nordingå blev ingen henrettet.
- Gästrikland 1674–75: 35 blev henrettet i Ockelbo, 19 i Gävle, samt 27 i Valbo, Hille og Hamrånge.
- Västerbotten 1675–76: syv dødsdomme blev afsagt i Lövånger, men ingen af dem blev eksekveret, eftersom processerne derefter ophørte.

Samerne kunne fortsætte med at udøve deres gamle religion helt uhindret langt op i 1600-tallet, bare de sørgede for at indfinde sig til gudstjenesterne. I 1680'erne fik myndighederne nys om, at der stadig blev bedrevet "trolddom" i lapmarkerne, og at den samiske tromme stadigvæk var i brug. I 1685 formulerede Karl 11. derfor en skrivelse til konsistorium i Härnösand om at tiltag skulle iværksættes. Dette førte til omfattende såkaldte trolddomsransagninger på samtlige kirkepladser i lapmarkerne. Samerne blev udsat for pressende forhør og blev tvunget til at aflevere sine trommer under trusler om afstraffelse både i jordelivet og i livet efter dette. Herefter blev den traditionelle samiske religion udelukkende udøvet i stilhed.
En del samer nægtede dog at finde sig i dette, og det førte til retslige efterspil. Således blev samen Lars Nilsson fra Pite lapmark henrettet for trolddom i 1693.

#### Krigstid
I 1500-tallet var der i Norrland blevet dannet et antal fanekompagnier, som i 1600-tallet blev organiseret som Norrlands storregiment. Storregimentet opdeltes i 1624 i Västerbottens regiment (ud fra hvilket Jämtlands dragonregiment blev udskilt i 1646) og Hälsinge regiment). Størstedelen af sognene i Medelpad og Ångermanland fik efter 1661 ansvar for bådsmandsholdet til Norrlands bådsmandskompagni.
Flere tusind mænd fra Jämtlands dragonregiment indgik i 1718–19 i Karl 12.'s norske felttog under den store nordiske krig. Felttoget gik imidlertid meget dårligt på grund af det kolde efterår, logistiske problemer og sygdomme. Efter Karl 12.'s død, under marchen tilbage til Jämtland, blæste en kraftig snestorm op på Öjfjället ved nytår 1719. Mange soldater var dårligt klædt på, og over 3.000 døde i bjergene, og blandt de overlevende forfrøs mange sine hænder, fødder, arme og ben. Marchen har fået navnet katastrofen på Öjfjället. De lig, som blev efterladt i bjergene, bidrog ifølge sagnene til at rovdyrbestanden i området voksede mærkbart.
Norrlandskysten blev i årene 1719–21 hårdt ramt af russerhærgningerne i de sidste år af den store nordiske krig. Umeå (som endvidere var blevet brændt ned af russerne i 1714), Hudiksvall, Sundsvall (i forbindelse med slaget ved Selånger), Söderhamn, Härnösand, Piteå og et antal mindre landsbyer blev angrebet, plyndret og brændt ned. Det russiske angreb mod Gävle i 1719 blev dog slået tilbage af det svenske militær.

#### Kost
| Stednavne med endelsen -vallen indikerer fæboddrift. |  | Stednavne med endelsen -vallen indikerer fæboddrift. |
| Stednavne med endelsen -vallen indikerer fæboddrift. |  | Det samme gælder stednavne med endelsen -bodarna.    |

Fæboddrift forekom i hele det nordlige Sverige samt i Uppland, men særligt i Härjedalen, Jämtland og Dalarna, i hvert fald siden 1500-tallet, og kulturen fik sin storhedstid i 1800-tallet. Med fæbodkulturen fulgte konserverende mælkehusholdning som taette, vallesmør, myseost, rørost og grynost.
Under Gustav Vasas krigsførelse i 1500-tallet, hvor salt blev en mangelvare, blev letsaltet fermenteret fisk, såkaldt surströmming, en almindeligt forekommende norrlandsk konserveringsmetode, men den har sandsynligvis forekommet i umindelige tider.
Elgen var sammen med bæveren (sidstnævnte primært for pelsens skyld) det vigtigste norrlandske byttedyr, men de blev i 1600- og 1700-tallet sjældne syn og forsvandt næsten helt. I skovlänene havde bønderne fuld jagtret, mens det indtil 1789 var forbudt i resten af Sverige. Derefter fik alle bønder jagtret på sin egen ejendom. Rensdyrkød har altid været en vigtig del af kosten, ikke mindst hos samerne. Ved elvmundingerne var laks et almindeligt element i kosten, ligesom fjeldørred i bjergkædens ferskvand. De mange norrlandske moser gjorde multebær karakteristiske for Norrland.
Efter at kartoflen spredte sig, begyndte kartoffelpalt at optræde i hele riget, ligesom blodpalt og paltbrød, som forsvandt igen de fleste steder i løbet af 1800-tallet, men som fortsat i dag er populære retter i det nordlige Norrland. Skovarbejdere langt fra deres hjemstavn, lavede ofte kolbuller (en slags flæskepandekager) for at få energi til det fysisk hårde arbejde.

#### Erhvervsliv og økonomisk struktur
Efter jernalderens og middelalderens borge og før industrialiseringen fandtes der ingen slotte i Norrland ud over Gävle slot. I ældre litteratur siges det, at Norrland mangler adel, men som modeksempel kan nævnes de adlede slægter Bure, Graan (samisk oprindelse), von Rosenheim og Björnram, alle med forbindelse til Bureæten, en norrlandsk embedsmandsslægt, som i 1500- og 1600-tallet var indflydelsesrig på rigsniveau. De norske middelalderlige ridder-æter Skancke og Blix har rødder i Jämtland, og nogle grene er endda blevet introduceret som svensk adel, men de flyttede tidligt til området omkring Trondheim og andre dele af nutidens Norge og Sverige.
Adgangen til len i det sydlige Sverige var begrænset i den svenske stormagtstid, og højadelen begyndte derfor at vende blikket mod nord. I 1655 besluttede Rigsdagen imidlertid, at der ikke skulle være nogen len i Norrland. En undtagelse blev dig gjort for rigsråden Lorens von der Linde fra Stockholm, som i 1653 havde erholdt friherreskabet Lindeborg med 141 gårde i Medelpad, samt for rigsråden Knut Posse af Hedensund, som samme år havde fået friherreskabet Arnäs med 61 gårde i Ångermanland og Medelpad. Grev Johan Gabriel Oxenstierna af Croneborg købte et stort antal gårde i det østlige Medelpad, som blev til friherreskabet Njurunda, men som solgtes til admiral Klas Bjelkenstierna. Eftersom friherreskaberne blev inddraget under Karl 11., blev denne adelige epoke kort og resulterede ikke i nogen statelige herregårde.
Den store adgang til skov medførte, at der fra 1600-tallet blev bygget jernværker i Norrland, hvilket dannede grundlag for en lang række byer i forbindelse med værkerne. De fleste værker blev forsynet med malm fra bjergværker i andre dele af landet, f.eks. Bergslagen. Værksejerne byggede herregårde i flere af byerne. Det første værk i Gästrikland, som opnåede privilegier, var Järbo i 1637 i den nuværende Sandvikens kommun. Det første i Hälsingland var Ljusne i 1653, i Medelpad Galtström i 1673, i Ångermanland Graninge i 1673, i Norrbotten Melderstein i 1738 og i Västerbotten Robertsfors i 1758.
Härnösands gymnasium blev grundlagt i 1658, bl.a. med det formål at uddanne samisktalende præster, mens Gefle gymnasium fulgte efter i 1669. Den første norrlænding, som blev medicinsk doktor var Nils Gissler i 1744, som blev provinsiallæge i Härnösand i 1762. I 1767 blev Gävle sygehus bygget. I 1785 fulgte sygehuset i Umeå, og i 1788 blev Härnösands sygehus opført.
De norrlandske landskaber blev særligt hårdt ramt under hungersnøden i 1696–97, hvor tidlig frost ødelagde en stor del af høsten.

### Senmoderne tid (1789 – nutid)

#### Finske krig
Ved den finske krig vandt det Russiske Kejserrige hele Finland i 1809. De indtog også en del af det nordlige Sverige, inklusiv Skellefteå og midlertidigt også Umeå, hvis befolkning blev hårdt ramt indtil russiske tropper blev tvunget til at trække sig tilbage ved Ratan. Krigens sidste strid, slaget ved Piteå, blev vundet af russerne. Efter freden i Fredrikshamn i 1809 beholdt russerne Finland, inklusiv Österbotten, finske Västerbotten og finske Lappland, dvs. de dele af det daværende Västerbotten og Lappland, som ligger øst for Torne-Muonio-Könkämä älv.

#### Misvækst, sygdom og udvandring
I misvækstårene 1867–1869 slog høsterne fejl i flere år, så forrådene slap op, og den fattige befolkning, særligt i Norrland, døde i tusindvis, først og fremmest som følge af sygdomme fremkaldt af underernæring. Tiggeriet blev mere udbredt i perioden, og mange norrlændinger flyttede til andre steder, de fleste inden for Norden. Der blev gennemført omfattende velgørenhedsindsamlinger, men de kom sjældent de fattigste til gode.
Den aggressive variant af polio, som senere spredtes over hele verden, blev første gang rapporteret i 1881 blandt børn i Umeå, og kort efter i Stockholm. Meget tyder på, at virusset fødtes i det nordlige Sverige.
Særligt i Norrbotten rapporteredes misvækst i 1902, med risiko for at kreaturerne skulle sulte ihjel. I den sydlige del af Sverige blev der arrangeret velgørenhedsindsamlinger. Udvandringen til Amerika nåede en top året efter. I Norrland rejste mange via Trondheims havn til England, og derfra videre over Atlanten. Norrlandslänene havde før århundredeskiftet ikke oplevet samme masseudvandring som andre dele af landet, hvilket skyldtes at regionen - ligesom Amerika - var under kolonisering og industrien ekspanderede.
Norrland, og særligt indlandet, var den landsdel, som blev hårdest ramt af den den spanske syge i 1918–20, hvor Jämtlands län var det län, som havde den højeste andel døde, og Arjeplogs kommun havde den største andel døde i hele Sverige med ca. 3% af kommunens indbyggere.

#### Industrialisering
Skovlänenes adgang til nåleskov og lange elve muliggjorde tømmerflådning fra indlandet til savværker nær kysten. Kronen havde fra 1570'erne bygget savværker drevet af vandkraft ved norrlandske vandløb, og kom til at dominere Mellemnorrlands kystlandskab i 1800-tallet. I 1700-tallet var der blevet indført regler om tømmerflådning i fiskerivedtægterne. For at forberede en flådningsvej forbi Storforsen fik Magnus Huss fra Sundsvall til opgave at gennemføre sprængninger i en rullestensås, som viste sig at være for porøs til at modstå vandtrykket. Den 6. juni 1796 endte det hele med en af Skandinaviens største naturkatastrofer, da tømmerrenden skar gennem grusåsen og hele Ragundasjön blev tømt for alt vand på blot fire timer, hvorved vandfaldet Gedungsen blev tørlagt og forvandlet til Döda Fallet. En flodbølge skyllede langs Indalsälvens dalsænkning helt ned til kysten, og Indalsälvens forløb ændredes i både Jämtland og Medelpad.
Sveriges første storindustriområde opstod, da hundredvis af dampdrevne savværker blev bygget langs Mellemnorrlands kyst, hvoraf det første blev startet i Tunadal i Sköns socken i 1849. Savværksssamfundenes hurtige udvikling medførte, at den oprindelige lokalbefolkning kunne fortsætte med at koncentrere sig om jordbrug. I stedet blev et stort antal savværkarbejdere rekrutteret fra andre regioner, f.eks. Värmland, Norrbotten og Finland. Mellemnorrlands kystområde blev kaldt "lille Amerika", fordi mennesker valgte mellem at flytte dertil eller at udvandre til USA. I 1890 stod skovbrugserhvervet for 40% af Sveriges eksport. I perioden 1900-20 øgede papir og papirsmasse sin andel ad Sveriges eksport fra omkring 8% til næsten 40%.
Savværksejerne, kaldet "træpatroner", opbyggede store formuer og opførte herregårde og slotte, men skovfirmaerne beskadigede kronens skov, kaldet baggböleri, et ord som senere også kom at gælde anklager om køb af skov af indlandets bønder med uhæderlige metoder. Træpatronerne kom i konflikt med arbejderne og fik da støtte af militæret, eksempelvis ved Sundsvallsstrejken i 1879 og hændelserne i Ådalen i 1931, hvor deltagere i et demonstrationsoptog blev skuddræbt og såret. Flådningen blev i 1960'erne og 1970'erne erstattet af lastbiltransport.
Malmbrydningen i Malmberget i Gällivare kommun blev påbegyndt i 1741, men kom først for alvor i gang i 1902 i forbindelse med at jernbanen Malmbanan forbandt havnene i Narvik og Luleå med malmfelterne i Malmberget og Kiirunavaara i Kiruna kommun, begge i Lappland. I 1920'erne blebv et værdifuldt malmområde med højt indhold af guld, sølv og kobber opdaget i Boliden, som ligger i det sulfidmalmsrige Skelleftefältet i Västerbotten. Håndteringen af den specielle type malm, som bl.a. indeholder arsenik, blev udviklet og forfinet i Rönnskärsverken. Efterhånden blev nye miner åbnet, og sammen med smelterier og transporter bidrog de til et stærkt industrielt opsving i Skellefteå-regionen i 1930'erne og 1940'erne.

#### Infrastruktur
Som beskrevet ovenfor antyder oplysninger i Hälsingeloven i 1300-tallet et fremvoksende system af passager og veje, men frem til 1600-tallet foregik næsten al transport ad vandvejen, enten med båd eller på vinterveje på isen, hvilket begrænsede rejseriet til visse perioder. Om sommeren var rideveje og gangstier det eneste farbare på land. Ridevejerne gik over højdedrag og langs vandskel for at undgå vandløb og dermed minimere behovet for broer. Om vinteren kørtes separate vinterveje forbi bakkede afsnit. Vogne og kærrer blev ikke almindelig på vejene i Norrland før i 1600-tallet.
Norrstigen, senere kaldet Kystlandevejen, gik mellem kirkestederne langs med Norrlandskysten, og den var sandsynligvis lige så gammel som disse. Indtil starten af 1600-tallet var det udelukkende en ridevej, men den blev sidenhen etapevist forbedret fra syd til nord, så den kunne brugs til vognkørsel. De større elve blev krydset med færge, mens mindre vandløb fik træbroer. På samme tid færdigbyggedes flere veje i det indre Gästrikland og Hälsingland.
Blandt de tidlige tværgående forbindelser er de middelalderlige pilgrimsveje gennem Härjedalen og Jämtland, postbåden over Kvarken samt nogle længere vinterveje i bl.a. Hälsingland og Norrbotten. Markedsrejser om vinteren til bl.a. Uppsala, Falun, Røros, Levanger og Trondheim foregik i kolonner, såkaldte foror.
I 1700-tallet fortsatte arbejdet med vejene, selv om det varede til slutningen af 1700-tallet, inden nogle af de indre kystsogne i Övre Norrland fik kørevej. På denne tid gennemførtes endvidere et antal større brobyggerier, i Jämtland en bro over Järpströmmen i 1712, en bro over Indalsälven i 1713 og en bro over Hårkan i 1732. I Västerbotten blev Lejonströmsbron over Skellefte älv bygget i 1737. Fra midten af 1700-tallet begyndte man at opføre stenbroer over mindre vandløb, først og fremmest i de sydligste norrlandslän. Et eksempel er Gustavsbron over Gavleån i 1772.
1800-tallets befolkningsvækst førte til øget vejbyggeri i Norrland. I 1841 dannedes Kongliga styrelsen för allmänna wäg- och wattenbyggnader og der blev udbetalt statstilskud almennyttige vej- og brobyggerier, hvilket satte ekstra fart i byggeriet. Af militærstrategiske grund bekostede staten endvidere en vej af høj standard fra Dalarna gennem det indre Norrland til den finske grænse ved Karungi. Visse byer anlagde endda køreveje til nærmeste flådbare vandløb til flådning af tjæretønder.
De første nord-syd-gående jernbaner, som forbandt Norrland med det sydlige Sverige, var strækningen Uppsala-Gävle Järnväg, der blev indviet i 1874, Norra stambanan mellem Gävle og Ånge i 1881, og Stambanan genom övre Norrland fra Ånge til Boden i 1894, forlænget med Haparandabanan i 1915. Nord for Gävle forlagdes disse i indlandet af militærstrategiske årsager - der var banen sværere at angribe - og kompletteredes med tværbaner. Detta forårsagede lange rejsetider mellem de kystnære norrlandske byer. Ostkustbanan fra Stockholm blev derfor forlænget med strækningen Gävle-Härnösand i 1927. Höga kusten var en forhindring for den kystnære trafik helt indtil 2010, da Ostkustbanan blev udvidet med Botniabanan fra Härnösand til Umeå.
Höga kusten har endvidere været en udfordring for anlæggelse af veje. Under byggeriet af den første Sandöbron i 1939 styrtede støbeformen til spændet sammen, og 18 arbejdere omkom.
Härnösand fik i 1885, som den første by i Sverige, elektrisk gadebelysning, seks år efter verdens første elektriske gadebelysning. I den første halvdel af 1900-tallet blev der bygget vandturbiner i et stort antal norrlandska elve og vandløb, som kom at dominere svensk vandkraft. Elintensiv industri er i løbet af 1900-tallet blevet forlagt til Norrland som følge af god adgang til billig elektricitet. Striden om Vindelälven i 1962 blev et vendepunkt for udbygningen af flere elve. Fire nationalelve, Kalix älv, Torne älv, Piteälven og Vindelälven, ligesom en række andre elvstrækninger og åer, er via rigsdagsbeslutninger beskyttede imod yderligere udbygning.
Sundsvall blev tidligt hovedby for det kongelige telegrafværks stamnet i Norrland. Sundsvalls telegrafstation åbnede i 1856, Rikstelefonnettet satte Härnösand i forbindelse med Stockholm og Malmö i 1889. Sundsvalls lokale telefonnet automatiseredes allerede i 1926.

#### Videregående uddannelse
I 1842 startede et folkeskoleseminarium og Navigationsskolan i Härnösand. Folkskolelærerseminarier blev oprettet i Umeå i 1879 (udelukkende for kvindelige studerende) og i Luleå i 1907. Alle tre byer var allerede realskole- og gymnasiebyer. Ud fra disse institutioner for videregående uddannelse udvikledes med tiden Umeå universitet (grundlagt i 1965), Luleå tekniska universitet (fik universitetsstatus i 1997) og Mittuniversitetet (fik universitetsstatus i 2005).

#### Folkebevægelser
I fodsporene på industrialiseringen fulgte en udvikling af stærke folkbevægelser i Norrland, bl.a. arbejderbevægelsen og frikirkelige vækkelsebevægelser. Arbejderbevægelsen i Norrbotten blev særligt radikal, hvor SKP hvervede mange medlemmer. I 1920'erne og 1930'erne emigrerede de såkaldte Kirunasvenskere primært fra Norrbotten til Sovjetunionen for at bidrage til kommunismens indførelse, hvoraf flere blev interneret og henrettet under Stalins udrensninger. Attentatet mod Norrskensflamman i 1940 resulterede i fem døde og fem sårede. Attentatet blev udført af fem soldater, en stadsfiskal og en journalist. Årsagen var den antikommunistiske hetzstemning, som fulgte efter avisens (og hele SKP's) stillingtagen mod Finland og for Sovjetunionen under Vinterkrigen.
De frikirkelige vækkelsesbevægelser fulgte ofte i industrialiseringens kølvand, særligt langs med Mellemnorrlands kyst, mens de interne kirkelige vækkelsebevægelser (EFS og Læstadianisme) i nykoloniseringens fodspor i det nordlige Norrland. Private bønnemøder uden en præsts tilstedeværelse var forbudt i Sverige, med undtagelse af 1800-tallets bybæø ledet af en bonde, som var bønnepræst i et nykoloniseret tyndt befolket område. Mange norrlandska bønnepræster blev senere lægmandsprædikanter eller formænd i EFS-menigheder, og bybønnen fik betydning for norrlandsk vækkelse. EFS-menigheder blev således specielt store i det nordlige Ångermanland og Västerbotten. Samerne kristnedes ikke før sent i historien, først og fremmest ved 1800-tallets norrlandske Læstadianisme, trods mange forudgående forsøg.
Vækkelsebevægelserne blev derimod ikke særligt almindelige i Jämtland-Härjedalen, men regionen har et højt medlemstal i Svenska kyrkan. Næsten 80 % i Jämtlands län var i 2013 medlem af Svenska kyrkan, hvilket er den højeste andel i landet.

#### Arbejdsmarkedspolitik
Indtil midten af 1900-tallets havde den statslig skatte-, tilskuds- og arbejdsmarkedspolitik til formål at styre flyttestrømme til Norrland og stimulere erhvervslivsinvesteringer, og derefter at styre flyttestrømme fra Norrland, og fortsat stimulere erhvervslivet. Efter 1930'erne har regionen udvist langsommere befolkningsudvikling end resten af landet, og siden 1960 har befolkningsudviklingen været negativ. Flertallet af Norrlands kommuner er ligesom tyndt befolkede småkommuner i hele Sverige blevet ramt af fraflytning. I 1970'erne blev der sat spørgsmålstegn ved 1950'erne og 1960'ernes politik med tilskud til folk, der flyttede derhen, hvor der fandtes arbejde, og deraf følgende affolkning af indlandet, kan have forårsaget et midlertidigt fald i skovlänenes udflytningstal i 1970'erne og 1980'erne, hvilket også faldt sammen med en vis udflytning fra by til land, det såkaldte "grønne bølge".
Kun på visse universitetsbyer langs kysten, samt nogle steder tæt på den norske grænse, som lever af turisme, finder man en positiv befolkningsudvikling. Det eksportafhængeig erhvervsliv var karakteriseret af vækst, ikke mindst i Norrbottens län i 2000'erne, men er konjunkturfølsomt, hvilket bl.a. 1800-tallets fabriksdød og 1970'ernes stålkrise viser.
De seneste år er mange statslige tilskud blevet erstattet af det kommunale udligningsystem og EU's strukturfonde. En række statslige myndigheder og styrelser blev særligt i 1960'erne og 1970'erne udflyttet fra Stockholm til forskellige steder i Norrland.

## Bruttoregionprodukt
Der er statistik, som viser, at skovlänene (Norrland samt Värmlands og Dalarnas län), hvor 17,9% af Sveriges befolkning bor, har et bruttoregionprodukt (BRP - målt i lønindtægter) på 16,6% af Sveriges BNP, men at så meget som 41,6% af Sveriges produktion fra brancherne landbrug, skovbrug, jagt og fiskeri hidrører fra regionen, ligesom 34,4% af landets energiproduktion, 22,6% af vareproduktionen, og 20,3% af Sveriges minedrift, mineraludvindings- og fremstillingsindustri (2008).
Norrbottens län havde den højeste vareproduktion pr. indbygger i, og næsthøjeste BRP pr. indbygger. Den kommune i Sverige, som i 2008 havde i det i særklasse højeste BRP pr. indbygger, var Jokkmokk.

## Norrlandsk identitet og kulturel egenart
I motsætning til Götaland (gøter) og Svealand (sveer og guter) er Norrland den eneste af Sveriges landsdele, som ikke baserer sig på nogen folkestammes oprindelige udbredelse (hvis ikke samer, helsinger eller kvener regnes for folkestammer). Alligevel diskuteres eksistensen af en norrländsk identitet og folkesjæl betydeligt oftere i litteratur, forskning og regionalpolitik end en svealandsk eller götalandsk identitet, ikke mindst den seneste tid i forbindelse med diskussioner om en stor Umeåcentreret Region Norrland. En del mennesker, som bor i det nordlige Sverige føler sig som norrlændinger samtidig med at man har en landskabsidentitet, mens man i det sydlige Sverige kun har sin identitet fæstet i landskaber og län, men ikke i landsdele. Begrebet norrlænding anvendes både som selvepitet, ofte med stolthed, og af mennesker fra andre landsdele.
Norrlænding og norrlandsk som begreber kritiseres imidlertid for at invitere til alt for store generaliseringer omkring kulturelle særtræk. Det lader til, at personer med rødder i Norrland ikke vil kaldes norrlændinger, fordi man har sin identitet i en mindre region, eller fordi man anset udtrykket for at være stereotypt.
Begrebet norrlænding har givet anledning til det mindre almindelige antonym sörlænding, som primært anvendes i Norrland, til tider nedsættende, men også som selvepitet af mennesker, som bor i Norrland men har rødder i det sydlige Sverige.

### Norrländske mål
Norrlandsk er ikke en specifik eller ensartet dialekt men en gruppe beslægtede svenske dialekter. Det norrlandske dialektområde indbefatter Norrland, bortset fra Gästrikland og det sydlige Hälsingland, hvor der tales upplandske mål, der indgår i det svealandske dialektområde). En alternativ grænse mellem det norrlandske og upplandske dialektområde er Medelpads sydgrænse. Ægte dialekter i Härjedalen og den nordvestlige del af Jämtland (Frostviken med omdrejningspunktet Gäddede) medregnes heller ikke til norrlandske mål. De er til gengæld varianter af den norske dialekt trøndersk. I dele af Norrland er der i lang tid desuden blevet talt finsk-ugriske sprog såsom nordsamisk og sydsamisk, samt tornedalsfinsk og andre meänkieli-dialekter.
Eksempler på fælles træk i de fleste norrlandska mål:
- svækket eller bortfaldet slutvokal (kastä eller kast i stedet for kasta, og sitt i stedet for sitter),
- tiljævning eller assimilation af stamvokal efter endelsevokal (färä i stedet for fara),
- tykt l i vissa ord,
- sammensætninger med adjektiv (långhåre i stedet for det långa håret),
- fremhævet sje-ljud,
- anderledes betoning af visse ord (en norrlænding betoner Isak og Internet på den første stavelse og med akut accent, som på engelsk, men udtaler Ö-vik med grav accent med hovedtryk på sidste stavelse, samt Maria med hovedtryk på midterste stavelse)
- en række dialektale ord og udtryk.

## Demografi
Norrlands befolkningstæthed er koncentreret ved kysten og større studenterbyer. Af Norrlands befolkning bor 63 % i kystkommuner, og i det nordlige Norrland er forskellen mellem kyst og indland endnu mere udtalt.
Nogle variabler af demografisk og socioøkonomisk karakter er blevet kortlagt på kommuneniveau for at undersøge, om nogen af norrlandsgrænserne kan ses i statistikkerne. Det tydeligste sammenhæng, der blev fundet, var mellem skovlänenes grænse og grænsen for regionalpolitisk støtte, som kan beskrives som en kombination af arbejdsløshed, befolkningstæthed og flere variabler. At bo sammen uden at være gift er meget mere almindeligt nord for fæbodgrænsen end syd for, hvilket begyndte allerede inden sambo blev almindeligt i 1970'erne i resten af landet, og længere tilbage i tiden sammenlignedes såkaldte Stockholmsægteskaber med de mange samboforhold i det nordlige Sverige. Andelen af personer med videregående uddannelse er lav i mange norrlandske småkommuner, men dette fænomen følger ikke nogen af norrlandsgrænserne, og skiller sig ikke mere ud fra resten af landet end forventet ud fra andelen, der bor i universitetsbyer og i større kommuner — hvor uddannelserne er lokaliseret og hvor arbejdsmarkedet er differentieret.
Andelen af mænd og andelen af personer over 65 år er betydeligt højere i Norrlands indlandskommuner end i resten af landet, men lav i større universitetsbyer. Övertorneå er den kommune i Sverige, som har den laveste andel kvinder (47,5 %). Bjurholms kommun har den laveste andel personer i den arbejdsduelige alder (50,6 % i alderen 18-64 år). Jämtlands län er det län, som har den laveste andel udenlandsk fødte (6,5%). I Norrlands indland, eksempelvis Jämtlands län, er selvmordsfrekvensen højere end gennemsnittet for hele landet. Dog har Västerbottens län landets laveste selvmordsfrekvens, sandsynligvis som følge af regionens tradition for folkebevægelser.

### Befolkningsudvikling
En langsom koloniseringsproces har gjort at Norrland har fremvist noget hurtigere befolkningstilvækst end resten af landet frem til midten af 1800-tallet, og bebyggelsen fik først da sin maksimale udbredning. Befolkningsøgelsen var imidlertid særdeles hurtigere end i riget i 1800-tallets senere årtier frem til 1930'erne, som følge af en omfattende indflytning efter skovindustriens gennembrud. Under perioden 1960 til 2010 er Norrlands befolkning mindsket med 5,4 procent. Gennem samme periode steg rigets befolkning med 25,6 procent. Se også statistik over befolkningsstigning og indbyggertal for Norrlands län og voksende kommuner nedenfor.
| Befolkningsudviklingen i Norrland 1749–2010 | Befolkningsudviklingen i Norrland 1749–2010 | Befolkningsudviklingen i Norrland 1749–2010 | Befolkningsudviklingen i Norrland 1749–2010 | Befolkningsudviklingen i Norrland 1749–2010 |
| ------------------------------------------- | ------------------------------------------- | ------------------------------------------- | ------------------------------------------- | ------------------------------------------- |
| År                                          |                                             |                                             | Indbyggertal                                | Del af hele Sverige                         |
| 1749                                        | 1749                                        |                                             | 142.688                                     | 8,3%                                        |
| 1763                                        | 1763                                        |                                             | 168.797                                     | 8,6%                                        |
| 1772                                        | 1772                                        |                                             | 179.709                                     | 8,8%                                        |
| 1795                                        | 1795                                        |                                             | 228.597                                     | 10,0%                                       |
| 1800                                        | 1800                                        |                                             | 239.132                                     | 10,2%                                       |
| 1805                                        | 1805                                        |                                             | 244.191                                     | 10,1%                                       |
| 1810                                        | 1810                                        |                                             | 243.408                                     | 10,2%                                       |
| 1815                                        | 1815                                        |                                             | 257.099                                     | 10,4%                                       |
| 1820                                        | 1820                                        |                                             | 273.248                                     | 10,6%                                       |
| 1825                                        | 1825                                        |                                             | 293.630                                     | 10,6%                                       |
| 1830                                        | 1830                                        |                                             | 317.263                                     | 11,0%                                       |
| 1835                                        | 1835                                        |                                             | 333.909                                     | 11,0%                                       |
| 1840                                        | 1840                                        |                                             | 345.372                                     | 11,0%                                       |
| 1845                                        | 1845                                        |                                             | 373.271                                     | 11,3%                                       |
| 1850                                        | 1850                                        |                                             | 398.496                                     | 11,4%                                       |
| 1855                                        | 1855                                        |                                             | 429.749                                     | 11,8%                                       |
| 1860                                        | 1860                                        |                                             | 464.651                                     | 12,0%                                       |
| 1865                                        | 1865                                        |                                             | 502.727                                     | 12,2%                                       |
| 1870                                        | 1870                                        |                                             | 520.293                                     | 12,5%                                       |
| 1875                                        | 1875                                        |                                             | 570.586                                     | 13,0%                                       |
| 1880                                        | 1880                                        |                                             | 628.742                                     | 13,8%                                       |
| 1885                                        | 1885                                        |                                             | 678.980                                     | 14,5%                                       |
| 1890                                        | 1890                                        |                                             | 743.709                                     | 15,5%                                       |
| 1895                                        | 1895                                        |                                             | 789.179                                     | 16,0%                                       |
| 1900                                        | 1900                                        |                                             | 860.254                                     | 16,7%                                       |
| 1905                                        | 1905                                        |                                             | 903.221                                     | 17,1%                                       |
| 1910                                        | 1910                                        |                                             | 944.917                                     | 17,1%                                       |
| 1915                                        | 1915                                        |                                             | 989.479                                     | 17,3%                                       |
| 1920                                        | 1920                                        |                                             | 1.0322.62                                   | 17,5%                                       |
| 1925                                        | 1925                                        |                                             | 1.073.860                                   | 17,7%                                       |
| 1930                                        | 1930                                        |                                             | 1.096.649                                   | 17,9%                                       |
| 1935                                        | 1935                                        |                                             | 1.122.358                                   | 18,0%                                       |
| 1940                                        | 1940                                        |                                             | 1.124.158                                   | 17,6%                                       |
| 1945                                        | 1945                                        |                                             | 1.155.059                                   | 17,3%                                       |
| 1950                                        | 1950                                        |                                             | 1.185.986                                   | 16,8%                                       |
| 1955                                        | 1955                                        |                                             | 1.215.607                                   | 16,7%                                       |
| 1960                                        | 1960                                        |                                             | 1.220.142                                   | 16,3%                                       |
| 1965                                        | 1965                                        |                                             | 1.194.143                                   | 15,4%                                       |
| 1970                                        | 1970                                        |                                             | 1.180.660                                   | 14,6%                                       |
| 1975                                        | 1975                                        |                                             | 1.196.662                                   | 14,6%                                       |
| 1980                                        | 1980                                        |                                             | 1.207.799                                   | 14,5%                                       |
| 1985                                        | 1985                                        |                                             | 1.193.212                                   | 14,3%                                       |
| 1990                                        | 1990                                        |                                             | 1.201.878                                   | 14,0%                                       |
| 1995                                        | 1995                                        |                                             | 1.208.866                                   | 13,7%                                       |
| 2000                                        | 2000                                        |                                             | 1.167.609                                   | 13,1%                                       |
| 2005                                        | 2005                                        |                                             | 1.156.150                                   | 12,8%                                       |
| 2010                                        | 2010                                        |                                             | 1.153.719                                   | 12,3%                                       |

## Inddelinger

### Län
Norrlands statslige forvaltning er i dag inddelt i fem län, der hver har sit eget landsting.
| Län                 | Bogstav | Kode | Areal (km²) | Indbyggere | Indb/km² | Ændring 1993–2008 | Residensby | Oprettet | Nord/Syd |
| ------------------- | ------- | ---- | ----------- | ---------- | -------- | ----------------- | ---------- | -------- | -------- |
| Norrbottens län     | BD      | 25   | 98.911      | 251.080    | 2,5      | -6,4%             | Luleå      | 1810     | 1        |
| Västerbottens län   | AC      | 24   | 55.432      | 268.067    | 4,8      | +0,4%             | Umeå       | 1638     | 2        |
| Västernorrlands län | Y       | 22   | 21.678      | 246.082    | 11,4     | -6,9%             | Härnösand  | 1762     | 4        |
| Jämtlands län       | Z       | 23   | 49.443      | 129.649    | 2,6      | -6,6%             | Östersund  | 1810     | 3        |
| Gävleborgs län      | X       | 21   | 18.191      | 285.452    | 15,7     | -4,5%             | Gävle      | 1762     | 5        |

Tallene er fra  2017-09-30.

### Landskaber
Finland brød ud af Sverige i 1809. Norrbotten begyndte at blive betragtes som et selvstændigt landskab efter 1810, hvor Norrbotten län brød ud af Västerbotten län. Derefter har Norrland bestået af følgende landskaber:
| Landskab     | Län                                             | Areal (km²) | Indbyggere | Indb./ km² |
| ------------ | ----------------------------------------------- | ----------- | ---------- | ---------- |
| Lappland     | Västerbottens, Norrbottens og Jämtlands län     | 109.702     | 91.666     | 0,8        |
| Norrbotten   | Norrbottens län                                 | 26.671      | 195.024    | 7,3        |
| Västerbotten | Västerbottens län                               | 15.093      | 220.175    | 14,6       |
| Ångermanland | Västernorrlands län                             | 19.800      | 132.213    | 6,7        |
| Jämtland     | Jämtlands, Västernorrlands og Västerbottens län | 34.009      | 115.331    | 3,4        |
| Medelpad     | Västernorrlands län                             | 7.058       | 125.812    | 17,8       |
| Härjedalen   | Jämtlands og Dalarnas län                       | 11.954      | 9.697      | 0,8        |
| Hälsingland  | Gävleborgs og Jämtlands län                     | 14.264      | 131.373    | 9,2        |
| Gästrikland  | Gävleborgs og Uppsala län                       | 4.181       | 153.723    | 36,8       |

Vandareal er ikke medregnet i arealet.

### Største kommuner
Følgende fem norrlandske kommuner havde størst befolkning den 2014-12-31:
| Kode | Kommune           | Län                 | Indbyggere | Areal (km²) | Land (km²) | Søer (km²) | Hav (km²) | Indb./ km² |
| ---- | ----------------- | ------------------- | ---------- | ----------- | ---------- | ---------- | --------- | ---------- |
| 2480 | Umeå kommun       | Västerbottens län   | 119.613    | 5.214       | 2.316      | 80         | 2.817     | 52         |
| 2180 | Gävle kommun      | Gävleborgs län      | 98.314     | 3.200       | 1.613      | 169        | 1.417     | 61         |
| 2281 | Sundsvalls kommun | Västernorrlands län | 97.338     | 4.445       | 3.190      | 263        | 992       | 31         |
| 2580 | Luleå kommun      | Norrbottens län     | 75.966     | 4.954       | 2.094      | 140        | 2.720     | 36         |
| 2482 | Skellefteå kommun | Västerbottens län   | 72.024     | 9.956       | 6.803      | 370        | 2.783     | 11         |

### Kommuner  med voksende indbyggertal
Af Norrlands 54 kommuner er det kun følgende ti som har haft en positiv befolkningsudvikling i de 25 år fra 1985 til 2010. Seks af kommunerne spås en positiv befolkningsudvikling i de påfølgende 25 år (2010 til 2035). : 
| Kommune    | Befolkningsudvikling 1985–2010 (%) | Prognosticeret befolknings- udvikling 2010–2035 (%) |
| ---------- | ---------------------------------- | --------------------------------------------------- |
| Umeå       | 36                                 | 10                                                  |
| Åre        | 6                                  | 9                                                   |
| Krokom     | 4                                  | 7                                                   |
| Gävle      | 8                                  | 6                                                   |
| Östersund  | 5                                  | 3                                                   |
| Sundsvall  | 3                                  | 1                                                   |
| Hudiksvall | 1                                  | -1                                                  |
| Luleå      | 13                                 | -2                                                  |
| Piteå      | 5                                  | -3                                                  |
| Haparanda  | 1                                  | -10                                                 |

### Største byer
Følgende byer havde størst befolkning i 2010:
1. Umeå
2. Gävle
3. Sundsvall
4. Luleå
5. Östersund

### Stadskommuner
Følgende norrlandske byer havde status som stadskommuner inden begrebet stad mistede sin kommunalretslige betydning i 1971:
| Stad         | Landskab     | Län 1970            | Stadsprivilegier/ stadskommune fra |
| ------------ | ------------ | ------------------- | ---------------------------------- |
| Boden        | Norrbotten   | Norrbottens län     | 1919                               |
| Bollnäs      | Hälsingland  | Gävleborgs län      | 1942                               |
| Gävle        | Gästrikland  | Gävleborgs län      | 1446*                              |
| Haparanda    | Norrbotten   | Norrbottens län     | 1842                               |
| Hudiksvall   | Hälsingland  | Gävleborgs län      | 1582                               |
| Härnösand    | Ångermanland | Västernorrlands län | 1585                               |
| Kiruna       | Lappland     | Norrbottens län     | 1948                               |
| Kramfors     | Ångermanland | Västernorrlands län | 1947                               |
| Luleå        | Norrbotten   | Norrbottens län     | 1621                               |
| Lycksele     | Lappland     | Västerbottens län   | 1946                               |
| Piteå        | Norrbotten   | Norrbottens län     | 1621                               |
| Sandviken    | Gästrikland  | Gävleborgs län      | 1943                               |
| Skellefteå   | Västerbotten | Västerbottens län   | 1845                               |
| Sollefteå    | Ångermanland | Västernorrlands län | 1917                               |
| Sundsvall    | Medelpad     | Västernorrlands län | 1621                               |
| Söderhamn    | Hälsingland  | Gävleborgs län      | 1620                               |
| Umeå         | Västerbotten | Västerbottens län   | 1588/1622**                        |
| Örnsköldsvik | Ångermanland | Västernorrlands län | 1894                               |
| Östersund    | Jämtland     | Jämtlands län       | 1786                               |

*) Gävle omtales som stad 1413, og regnes til Norrland fra 1500-talet.

**) Umeå fik stadsprivilegier ved første forsøg i 1588, men stadsdannelsen blev ikke virkeliggjort. Nye privilegier blev givet i 1622.

### Verdensarv
Følgende norrlandske områder findes på FN's verdensarvsliste:
- Struves meridianbue, Norrbottens län
- Laponia, Norrbottens län
- Gammelstads kyrkstad, Luleå, Norrbottens län
- Höga kusten ved Kvarken, Västernorrlands län
- Hälsingegårdarna, Gävleborgs län

### Nationalparker
Følgende naturområder er fredede som nationalparker:
- Lappland: Vadvetjåkka, Abisko, Stora Sjöfallet, Padjelanta, Sarek, Muddus, Pieljekaise, Björnlandet
- Norrbotten: Haparanda Skärgård
- Ångermanland: Skuleskogen
- Härjedalen: Sonfjället

### Kulturreservat
Følgende kulturpåvirkede landskaber var fredet som "kulturreservat" (2014):
- Norrbottens län: "Hanhinvittikko fäbod" i Övertorneå kommun; "Gallejaur by" i Arvidsjaurs kommun
- Västerbottens län: "Rörträsks silängar" i Norsjö kommun; "Atoklinten" i Storumans kommun; Fatmomakke kyrkstad i Vilhelmina kommun
- Västernorrlands län: "Mariebergs sågverkssamhälle" i Kramfors kommun; "Lögdö bruk" i Timrå kommun; "Sandvikens fiskeläge" i Örnsköldsviks kommun
- Jämtlands län: "Lillhärjåbygget" i Härjedalens kommun
- Gävleborgs län: "Västeräng" i Hudiksvalls kommun; Väsbo fäbodar i Ovanåkers kommun; "Axmar bruk" i Gävle kommun